# Sidharth Malhotra
Sidharth Malhotra (Delhi, 16 januari 1985) is een Indiaas acteur die voornamelijk in Hindi films speelt.

## Biografie
Malhotra startte op 18-jarige leeftijd met modellenwerk, maar besloot op zijn 21ste te stoppen en op zoek te gaan naar een andere uitdaging. Hij besloot auditie te doen voor een film omdat dat op zijn pad kwam, hij werd geselecteerd maar de film werd opgeschort. Vervolgens solliciteerde hij voor de functie van assistent regie voor My Name is Khan, zonder te weten wat hem te wachten stond. Hij kwam tussen grote mensen in de filmwereld te staan en leerde zo de kneepjes van het vak achter de schermen. In 2012 kwam hij voor de camera terecht, in zijn debuut Student of the Year. 

## Filmografie

### Films
| Jaar | Film                | Rol                               | Opmerking                          |
| ---- | ------------------- | --------------------------------- | ---------------------------------- |
| 2010 | My Name Is Khan     |                                   | regie assistent                    |
| 2012 | Student of the Year | Abhimanyu Singh                   |                                    |
| 2014 | Hasee Toh Phasee    | Nikhil Bharadwaj                  |                                    |
| 2014 | Ek Villain          | Guru                              |                                    |
| 2015 | Brothers            | Monty Fernandez                   |                                    |
| 2016 | Kapoor & Sons       | Arjun Kapoor                      |                                    |
| 2016 | Baar Baar Dekho     | Jai Varma                         |                                    |
| 2017 | A Gentleman         | Gaurav/ Rishi                     | zanger nummer "Bandook Meri Laila" |
| 2017 | Ittefaq             | Vikram Sethi                      |                                    |
| 2018 | Aiyaary             | Majoor Jai Bakshi                 |                                    |
| 2019 | Jabariya Jodi       | Abhay Singh                       |                                    |
| 2019 | Marjaavaan          | Raghu                             |                                    |
| 2021 | Shershaah           | Vikram Batra/ Vishal Batra        |                                    |
| 2022 | Thank God           | Aayan Kapoor                      |                                    |
| 2023 | Mission Majnu       | Amandeep Ajitpal Singh/ Tariq Ali | Netflix film                       |
| 2024 | Yodha               | Arun Katyal                       |                                    |

### Televisie en Webseries
| Jaar | Programma/ Serie                        | Rol             | Platform    | Opmerking          |
| ---- | --------------------------------------- | --------------- | ----------- | ------------------ |
| 2009 | Dharti Ka Veer Yodha Prithviraj Chauhan | Jaichand        |             |                    |
| 2013 | Koffee with Karan                       | gast            |             | seizoen 4, afl. 5  |
| 2014 | Yeh Hai Aashiqui                        | Nikhil Bhardwaj |             | gastoptreden       |
| 2017 | Koffee with Karan                       | gast            |             | seizoen 5, afl. 10 |
| 2018 | Koffee with Karan                       | gast            |             | seizoen 6, afl. 16 |
| 2020 | Fabulous Lives of Bollywood Wives       | gast            | Netflix     | seizoen 1          |
| 2022 | Koffee with Karan                       | gast            |             | seizoen 7, afl. 7  |
| 2024 | Indian Police Force                     | Kabir Malik     | Prime Video |                    |